# 環境・流通サポート科
環境・流通サポート科（かんきょう・りゅうつうサポートか、英: Environment/distribution support ) は、第三次産業としての清掃及びビルクリーニング、丁合の各分野に関する知識や技術などを学ぶことを目的とする学科である。

## 設置学校
学科設置団体、主な設置学校一覧は下の通り。
- 北海道北斗高等支援学校
- 北海道札幌あいの里高等支援学校
- 北海道稲穂高等支援学校
- 北海道小樽高等支援学校
- 北海道千歳高等支援学校

## 廃校・廃止されたところ
- 北海道函館五稜郭支援学校